# Верховонданское сельское поселение
Верховонда́нское се́льское поселе́ние — муниципальное образование (сельское поселение) в Даровском районе Кировской области.
Административный центр — село Верховонданка.

## История
Верховонданское сельское поселение образовано 1 января 2006 года согласно Закону Кировской области от 07.12.2004 № 284-ЗО.

## Население
| 2010 | 2012 | 2013 | 2014 | 2015 | 2016 | 2017 |
| ---- | ---- | ---- | ---- | ---- | ---- | ---- |
| 631  | ↘603 | ↗605 | ↘600 | ↗601 | ↘593 | ↘577 |
| 2018 | 2019 | 2020 | 2021 |      |      |      |
| ↘539 | ↘536 | ↘534 | ↘347 |      |      |      |

## Состав
В состав сельского поселения входят 7 населённых пунктов (население, 2010):
| - село Верховонданка — 455 чел.; - село Александровское — 151 чел.; - деревня Бараки — 0 чел.; - деревня Башары — 0 чел.; - деревня Ердяки — 11 чел.; - деревня Климаны — 1 чел.; - деревня Мухачи — 13 чел. |

Однако согласно странице Даровского района на сайте Правительства Кировской области в состав сельского поселения входят 11 населённых пунктов (дополнительно деревни Коневы, Кониха, Малые Пархачи, Малый Лом)
Кроме того, в отдельных источниках указывается, что в состав поселения входит 14 населённых пунктов и помимо вышеперечисленных указываются деревни: Большой Лом, Кокуши, Манинцы.